# Луций Отацилий Пилит
Луций Отацилий Пилит (на латински: Lucius Otacilius Pilitus) е оратор на Римската република, открил школа в Рим през 81 пр.н.е.
Той е освободен роб на фамилията Отацилии. Негов покровител е Гней Помпей и Отацилий пише история за баща му Гней Помпей Страбон († 87 пр.н.е.).